# Il mistero di Oberwald
Il mistero di Oberwald is een Italiaanse dramafilm uit 1981 onder regie van Michelangelo Antonioni. Het scenario is gebaseerd op het toneelstuk L'Aigle à deux têtes (1946) van de Franse auteur Jean Cocteau.

## Verhaal
Op een stormachtige nacht breekt de anarchistische, jonge dichter Sebastian binnen in een oud kasteel in Oberwald. Hij wil er de koningin doden en zijn land bevrijden. Die rouwt al tien jaar om de dood van haar man, die op hun trouwdag omkwam in een aanslag. De koningin raakt in gesprek met Sebastian en komt erachter dat hij de auteur is van een polemisch gedicht dat ze mooi vindt. De koningin daagt Sebastian uit om haar te vermoorden. Anders zal zij hem doden.

## Rolverdeling
| Acteur             | Personage       |
| ------------------ | --------------- |
| Monica Vitti       | De koningin     |
| Paolo Bonacelli    | Graaf van Foehn |
| Franco Branciaroli | Sebastian       |
| Elisabetta Pozzi   | Edith de Berg   |
| Luigi Diberti      | Willenstein     |
| Amad Saha Alan     | Tony            |